# Mitchel Bakker
Mitchel Bakker (Purmerend, 20 giugno 2000) è un calciatore olandese, difensore dell'Atalanta.

## Biografia
Suo padre Edwin e suo cugino Justin Bakker sono a loro volta stati dei calciatori professionisti.

## Caratteristiche tecniche
È un terzino sinistro completo, abile in entrambe le fasce e talvolta adattabile anche come difensore centrale.

## Carriera

### Club

#### Gli inizi, Ajax
Cresciuto nel settore giovanile dell'Ajax, ha debuttato in prima squadra il 26 settembre 2018 quando ha disputato l'incontro di KNVB beker vinto 7-0 contro l'HVV Te Werve. Schierato anche nel turno successivo con il Go Ahead Eagles, è stato in seguito aggregato alla seconda squadra militante in Eerste Divisie per le due successive stagioni, dove ha collezionato complessivamente 37 presenze.

#### PSG e Bayer Leverkusen
Il 7 luglio 2019 è stato acquistato a titolo gratuito dal Paris Saint-Germain, con cui ha firmato un contratto della durata di quattro stagioni. Ha debuttato con i parigini il 29 gennaio 2020 in occasione della sfida di Coppa di Francia vinta 2-0 contro il Pau, mentre due settimane dopo ha giocato anche il suo primo incontro di Ligue 1, pareggiato 4-4 contro l'Amiens.
Nel mese di luglio 2020 è stato schierato titolare dal Paris Saint-Germain sia nella finale di Coppa di Francia, sia in quella di Coupe de la Ligue, vinte entrambe rispettivamente contro Saint-Étienne e Olympique Lione. In questa stagione colleziona 40 presenze tra Ligue 1, coppa francese e Champions.
Il 12 luglio 2021 passa per 7 milioni di euro ai tedeschi del Bayer Leverkusen, firmando un contratto fino al 30 giugno 2026. Il 20 aprile 2023 realizza la sua prima rete in assoluto in una competizione internazionale, che vale il momentaneo 0-2 nel match in trasferta valido per il ritorno dei quarti di finale di Europa League contro i belgi dell'Union Saint-Gilloise, poi vinto 1-4. Con le Aspirine rimane due stagioni, durante le quali colleziona 70 presenze e 5 reti in tutte le competizioni.

#### Atalanta e Lilla
Il 7 luglio 2023 viene ufficializzato il suo passaggio a titolo definitivo all'Atalanta, per 10 milioni di €. Esordisce con gli orobici il 26 agosto, subentrando a Matteo Ruggeri nella ripresa della partita persa per 2-1 in casa del Frosinone; in occasione della partita contro il Sassuolo del 17 febbraio 2024, segna la sua prima rete in nerazzurro, che rimane anche la sua unica rete nel corso dell'intera stagione 2023-2024. Nella stessa annata, contribuisce alla vittoria dell'Europa League da parte degli orobici, arrivata in seguito al successo in finale sul Bayer Leverkusen, che ha rappresentato il primo trofeo europeo nella storia del club.
Negli ultimi giorni della sessione estiva del calciomercato viene ceduto in prestito gratuito al Lilla, club della prima divisione francese, dove gioca con continuità (35 presenze e 4 reti tra tutte le competizioni ufficiali). Tornato all'Atalanta dopo il prestito, il 25 luglio 2025 durante il ritiro precampionato si rompe il legamento crociato anteriore del ginocchio destro.

### Nazionale
Ha rappresentato la nazionale olandese a livello giovanile, giocando con l'Under-15, l'Under-16, l'Under-17, l'Under-18 e l'Under-19.
Il 15 marzo 2021 viene convocato dal selezionatore Erwin van de Looi con la nazionale Under-21, in vista della partecipazione agli europei di categoria organizzati in Ungheria e Slovenia. Il percorso della nazionale orange si è fermato in semifinale.
Nell'ottobre del 2022, il commissario tecnico olandese Louis van Gaal inizialmente lo inserisce nella lista dei preconvocati per la fase finale del mondiale in Qatar, non rientrando poi nella rosa definitiva.

## Statistiche

### Presenze e reti nei club
Statistiche aggiornate al 17 maggio 2025.
| Stagione                   | Squadra                    | Campionato                 | Campionato | Campionato | Coppe nazionali | Coppe nazionali | Coppe nazionali | Coppe continentali | Coppe continentali | Coppe continentali | Altre coppe | Altre coppe | Altre coppe | Totale | Totale |
| Stagione                   | Squadra                    | Comp                       | Pres       | Reti       | Comp            | Pres            | Reti            | Comp               | Pres               | Reti               | Comp        | Pres        | Reti        | Pres   | Reti   |
| -------------------------- | -------------------------- | -------------------------- | ---------- | ---------- | --------------- | --------------- | --------------- | ------------------ | ------------------ | ------------------ | ----------- | ----------- | ----------- | ------ | ------ |
| 2017-2018                  | Jong Ajax                  | EED                        | 15         | 0          | -               | -               | -               | -                  | -                  | -                  | -           | -           | -           | 15     | 0      |
| 2018-2019                  | Jong Ajax                  | EED                        | 22         | 0          | -               | -               | -               | -                  | -                  | -                  | -           | -           | -           | 22     | 0      |
| Totale Jong Ajax           | Totale Jong Ajax           | Totale Jong Ajax           | 37         | 0          |                 | -               | -               |                    | -                  | -                  |             | -           | -           | 37     | 0      |
| 2018-2019                  | Ajax                       | ED                         | 0          | 0          | CO              | 2               | 0               | UCL                | 0                  | 0                  | -           | -           | -           | 2      | 0      |
| 2019-2020                  | Paris Saint-Germain        | L1                         | 1          | 0          | CF+CdL          | 3+1             | 0               | UCL                | 0                  | 0                  | -           | -           | -           | 5      | 0      |
| 2020-2021                  | Paris Saint-Germain        | L1                         | 26         | 0          | CF              | 4               | 0               | UCL                | 10                 | 0                  | SF          | 0           | 0           | 40     | 0      |
| Totale Paris Saint-Germain | Totale Paris Saint-Germain | Totale Paris Saint-Germain | 27         | 0          |                 | 8               | 0               |                    | 10                 | 0                  |             | 0           | 0           | 45     | 0      |
| 2021-2022                  | Bayer Leverkusen           | BL                         | 25         | 1          | CG              | 1               | 0               | UEL                | 4                  | 0                  | -           | -           | -           | 30     | 1      |
| 2022-2023                  | Bayer Leverkusen           | BL                         | 28         | 3          | CG              | 1               | 0               | UCL+UEL            | 5+6                | 0+1                | -           | -           | -           | 40     | 4      |
| Totale Bayer Leverkusen    | Totale Bayer Leverkusen    | Totale Bayer Leverkusen    | 53         | 4          |                 | 2               | 0               |                    | 15                 | 1                  |             | -           | -           | 70     | 4      |
| 2023-2024                  | Atalanta                   | A                          | 14         | 1          | CI              | 1               | 0               | UEL                | 5                  | 0                  | -           | -           | -           | 20     | 1      |
| ago. 2024                  | Atalanta                   | A                          | 1          | 0          | CI              | -               | -               | UCL                | -                  | -                  | SU          | 1           | 0           | 2      | 0      |
| Totale Atalanta            | Totale Atalanta            | Totale Atalanta            | 15         | 1          |                 | 1               | 0               |                    | 5                  | 0                  |             | 1           | 0           | 22     | 1      |
| ago. 2024-2025             | Lilla                      | L1                         | 24         | 3          | CF              | 3               | 0               | UCL                | 8                  | 1                  | -           | -           | -           | 35     | 4      |
| Totale carriera            | Totale carriera            | Totale carriera            | 156        | 8          |                 | 16              | 0               |                    | 38                 | 2                  |             | 1           | 0           | 211    | 10     |

### Cronologia presenze e reti in nazionale
| Cronologia completa delle presenze e delle reti in nazionale ― Paesi Bassi under 21 | Cronologia completa delle presenze e delle reti in nazionale ― Paesi Bassi under 21 | Cronologia completa delle presenze e delle reti in nazionale ― Paesi Bassi under 21 | Cronologia completa delle presenze e delle reti in nazionale ― Paesi Bassi under 21 | Cronologia completa delle presenze e delle reti in nazionale ― Paesi Bassi under 21 | Cronologia completa delle presenze e delle reti in nazionale ― Paesi Bassi under 21 | Cronologia completa delle presenze e delle reti in nazionale ― Paesi Bassi under 21 | Cronologia completa delle presenze e delle reti in nazionale ― Paesi Bassi under 21 |
| Data                                                                                | Città                                                                               | In casa                                                                             | Risultato                                                                           | Ospiti                                                                              | Competizione                                                                        | Reti                                                                                | Note                                                                                |
| ----------------------------------------------------------------------------------- | ----------------------------------------------------------------------------------- | ----------------------------------------------------------------------------------- | ----------------------------------------------------------------------------------- | ----------------------------------------------------------------------------------- | ----------------------------------------------------------------------------------- | ----------------------------------------------------------------------------------- | ----------------------------------------------------------------------------------- |
| 4-9-2020                                                                            | Žodzina                                                                             | Bielorussia under 21                                                                | 0 – 7                                                                               | Paesi Bassi under 21                                                                | Qual. Europeo Under-21 2021                                                         | -                                                                                   | 72’                                                                                 |
| 8-9-2020                                                                            | Almere                                                                              | Paesi Bassi under 21                                                                | 2 – 0                                                                               | Norvegia under 21                                                                   | Qual. Europeo Under-21 2021                                                         | -                                                                                   | 86’                                                                                 |
| 8-10-2020                                                                           | Venlo                                                                               | Paesi Bassi under 21                                                                | 5 – 0                                                                               | Gibilterra under 21                                                                 | Qual. Europeo Under-21 2021                                                         | -                                                                                   |                                                                                     |
| 13-10-2020                                                                          | Larnaca                                                                             | Cipro under 21                                                                      | 0 – 7                                                                               | Paesi Bassi under 21                                                                | Qual. Europeo Under-21 2021                                                         | -                                                                                   |                                                                                     |
| 15-11-2020                                                                          | Almere                                                                              | Paesi Bassi under 21                                                                | 5 – 0                                                                               | Bielorussia under 21                                                                | Qual. Europeo Under-21 2021                                                         | -                                                                                   | 61’                                                                                 |
| 18-11-2020                                                                          | Portimão                                                                            | Portogallo under 21                                                                 | 2 – 1                                                                               | Paesi Bassi under 21                                                                | Qual. Europeo Under-21 2021                                                         | -                                                                                   | 87’                                                                                 |
| 24-3-2021                                                                           | Budapest                                                                            | Romania under 21                                                                    | 1 – 1                                                                               | Paesi Bassi under 21                                                                | Europeo Under-21 2021 - 1º turno                                                    | -                                                                                   |                                                                                     |
| 27-3-2021                                                                           | Székesfehérvár                                                                      | Germania under 21                                                                   | 1 – 1                                                                               | Paesi Bassi under 21                                                                | Europeo Under-21 2021 - 1º turno                                                    | -                                                                                   |                                                                                     |
| 30-3-2021                                                                           | Székesfehérvár                                                                      | Paesi Bassi under 21                                                                | 6 – 1                                                                               | Ungheria under 21                                                                   | Europeo Under-21 2021 - 1º turno                                                    | -                                                                                   | 46’                                                                                 |
| 31-5-2021                                                                           | Budapest                                                                            | Paesi Bassi under 21                                                                | 2 – 1                                                                               | Francia under 21                                                                    | Europeo Under-21 2021 - Quarti di finale                                            | -                                                                                   | 78’                                                                                 |
| 7-9-2021                                                                            | Deventer                                                                            | Paesi Bassi under 21                                                                | 3 – 0                                                                               | Moldavia under 21                                                                   | Qual. Europeo Under-21 2023                                                         | -                                                                                   | 67’                                                                                 |
| 12-10-2021                                                                          | Nimega                                                                              | Paesi Bassi under 21                                                                | 5 – 0                                                                               | Galles under 21                                                                     | Qual. Europeo Under-21 2023                                                         | -                                                                                   |                                                                                     |
| 25-3-2022                                                                           | Sofia                                                                               | Bulgaria under 21                                                                   | 0 – 0                                                                               | Paesi Bassi under 21                                                                | Qual. Europeo Under-21 2023                                                         | -                                                                                   |                                                                                     |
| 29-3-2022                                                                           | Deventer                                                                            | Paesi Bassi under 21                                                                | 2 – 0                                                                               | Svizzera under 21                                                                   | Qual. Europeo Under-21 2023                                                         | -                                                                                   |                                                                                     |
| 3-6-2022                                                                            | Chișinău                                                                            | Moldavia under 21                                                                   | 0 – 3                                                                               | Paesi Bassi under 21                                                                | Qual. Europeo Under-21 2023                                                         | -                                                                                   |                                                                                     |
| 7-6-2022                                                                            | Almere                                                                              | Paesi Bassi under 21                                                                | 6 – 0                                                                               | Gibilterra under 21                                                                 | Qual. Europeo Under-21 2023                                                         | -                                                                                   | 62’                                                                                 |
| 11-6-2022                                                                           | Llanelli                                                                            | Galles under 21                                                                     | 0 – 1                                                                               | Paesi Bassi under 21                                                                | Qual. Europeo Under-21 2023                                                         | -                                                                                   |                                                                                     |
| 23-9-2022                                                                           | Lovanio                                                                             | Belgio under 21                                                                     | 1 – 2                                                                               | Paesi Bassi under 21                                                                | Amichevole                                                                          | -                                                                                   | 75’                                                                                 |
| 27-9-2022                                                                           | Cluj-Napoca                                                                         | Romania under 21                                                                    | 0 – 0                                                                               | Paesi Bassi under 21                                                                | Amichevole                                                                          | -                                                                                   | 46’                                                                                 |
| 25-3-2023                                                                           | San Pedro del Pinatar                                                               | Norvegia under 21                                                                   | 0 – 3                                                                               | Paesi Bassi under 21                                                                | Amichevole                                                                          | -                                                                                   | 68’                                                                                 |
| 27-3-2023                                                                           | San Pedro del Pinatar                                                               | Rep. Ceca under 21                                                                  | 1 – 1                                                                               | Paesi Bassi under 21                                                                | Amichevole                                                                          | -                                                                                   |                                                                                     |
| Totale                                                                              |                                                                                     | Presenze                                                                            | 21                                                                                  |                                                                                     | Reti                                                                                | 0                                                                                   |                                                                                     |

## Palmarès

### Club

#### Competizioni nazionali
- Coppa dei Paesi Bassi: 1

Ajax: 2018-2019
- Coppa di Lega francese: 1

Paris Saint-Germain: 2019-2020
- Campionato francese: 1

Paris Saint-Germain: 2019-2020
- Coppa di Francia: 2

Paris Saint-Germain: 2019-2020, 2020-2021
- Supercoppa francese: 1

Paris Saint-Germain: 2020

#### Competizioni internazionali
- UEFA Europa League: 1

Atalanta: 2023-2024